# Henri Masson
Eugène Henri Masson (ur. 17 stycznia 1872 w Paryżu, zm. 17 stycznia 1963 w Meudon) – francuski szermierz, wicemistrz olimpijski.
Wystąpił na Letnich Igrzyskach Olimpijskich 1900 w Paryżu. Zdobył srebrny medal we florecie amatorów. W finałowej rundzie wygrał pięć z siedmiu pojedynków.
Mistrz Francji we florecie z 1900 roku.